# Baptiste Giabiconi
Baptiste Giabiconi (Marsiglia, 9 novembre 1989) è un modello e cantante francese con genitori originari della Corsica.

## Biografia
Dopo essere stato scoperto da un talent scout in una palestra della sua città natale Marsiglia, Baptiste Giabiconi firma un contratto con l'agenzia di moda DNA Model Management di New York e nello stesso anno debutta come testimonial della campagna pubblicitaria di Frankie Morello. Ad ottobre sfila per Chanel e viene scelto da Karl Lagerfeld come "musa" dell'azienda, e lo fotografa per Vogue Germania e Elle Italia.
All'inizio del 2009 Giabiconi viene confermato come testimonial per Chanel e Karl Lagerfeld, e scelto anche da Fendi, Giorgio Armani e Armani Jeans. In seguito il modello apparirà anche su V Men, Harper's Bazaar, Wallpaper Magazine, Numéro Homme, Purple, Vogue Giappone e Vogue Parigi. Nel 2009 il sito internet models.com ha classificato Baptiste Giabiconi al primo posto della classifica dei cinquanta più importanti modelli maschili.
Nel 2010, insieme a Jake Davies, Baptiste Giabiconi diventa il primo modello uomo a posare nudo per il celebre calendario Pirelli. Nel dicembre del 2010 debutta come cantante con il singolo electropop Showtime. Il singolo anticipa il primo album del modello che è uscito a settembre 2012 ed ha raggiunto la prima posizione degli album più venduti in Francia.

## Agenzie
- MGM Models - Parigi
- DNA Model Management
- Mega Models Agency - Amburgo
- D'Management - Milano
- Scoop Models - Copenaghen
- Premier Model Management - Londra

## Discografia

### Album
- 2012 - Oxygen
- 2014 - Un Homme Libre

### Singoli
- 2010 - Showtime
- 2012 - One Night In Paradise
- 2012 - Speed of Light (L'amour et les étoiles)
- 2014 - Je Te Aime